# Малое Бабье
Малое Бабье — деревня в Окуловском муниципальном районе Новгородской области, относится к Боровёнковскому сельскому поселению.
Деревня расположена на Валдайской возвышенности, в 22 км к северо-западу от Окуловки (29 км по автомобильной дороге), до административного центра сельского поселения — посёлка Боровёнка 7 км (14 км по автомобильной дороге).
В окру́ге расположены ещё две деревни: Поджарье — в 2 км к западу и Большое Бабье — в 1 км к северу. В 3 км к востоку ранее существовала ещё одна деревня — Казань.
| 2010 |
| ---- |
| 3    |

## Транспорт
Ближайшие железнодорожные станции расположены на главном ходу Октябрьской железной дороги в 7 км северо-западнее в посёлке Торбино и в 7 км юго-восточнее в посёлке Боровёнка, а остановочный пункт электропоездов в 2 км к западу от деревни в Вялке.